# Мартін Бйорнбак
Мартін Бйорнбак (норв. Martin Bjørnbak, нар. 22 березня 1992, Му-і-Рана, Норвегія) — норвезький футболіст, захисник клубу «Молде».
Колишній гравець молодіжної збірної Норвегії.

## Ігрова кар'єра

### Клубна
Народився в містечку Му-і-Рана, що на півночі Норвегії. Грати у футбол починав у місцевому клубі. Перед сезоном 2011 року Мартін перейшов до складу маловідомого на той час клубу «Буде-Глімт», який грав у другому дивізіоні.
Вже за рік футболіст підписав чотирирічний контракт із клубом «Гаугесун» і 25 березня 2012 року він дебютував у матчах Тіппеліги.
2015 року повернувся до «Буде-Глімта», де провів ще чотири сезони та відзначався високою результативністю як для гравця захисної ланки.
У січні 2019 року уклав угоду на чотири роки з одним із лідерів норвезького чемпіонату — «Молде».

### Збірна
У період з 2012 по 2014 роки провів сім матчів у складі молодіжної збірної Норвегії.

## Досягнення
- Чемпіон Норвегії (2):

«Молде»: 2019, 2022
- Володар Кубка Норвегії (2):

«Молде»: 2021-22, 2023